# Macy's Thanksgiving Day Parade
La Macy's Thanksgiving Day Parade è una sfilata che si svolge ogni anno nel "Giorno del ringraziamento" a New York. 

Nata come attività pubblicitaria della Macy's, nota catena di grandi magazzini statunitense, oggi è considerata la sfilata più grande del mondo. 

La sfilata si è tenuta per la prima volta nel 1924, e ciò ne fa la seconda parata del Giorno del ringraziamento più antica della storia degli Stati Uniti d'America, alla pari con la "America's Thanksgiving Parade" di Detroit; con la "Philadelphia's Thanksgiving Day Parade", iniziata nel 1920, a detenere il record di longevità. La sfilata, della durata di tre ore, si tiene a Manhattan, e si conclude davanti all'ingresso dei grandi magazzini "Macy's Herald Square"; si svolge dalle 9:00 a mezzogiorno del Giorno del ringraziamento e dal 1953 viene trasmessa da NBC in tutti gli Stati Uniti. I dipendenti dei grandi magazzini Macy's hanno la possibilità di far parte della sfilata.

## La storia

### Gli inizi

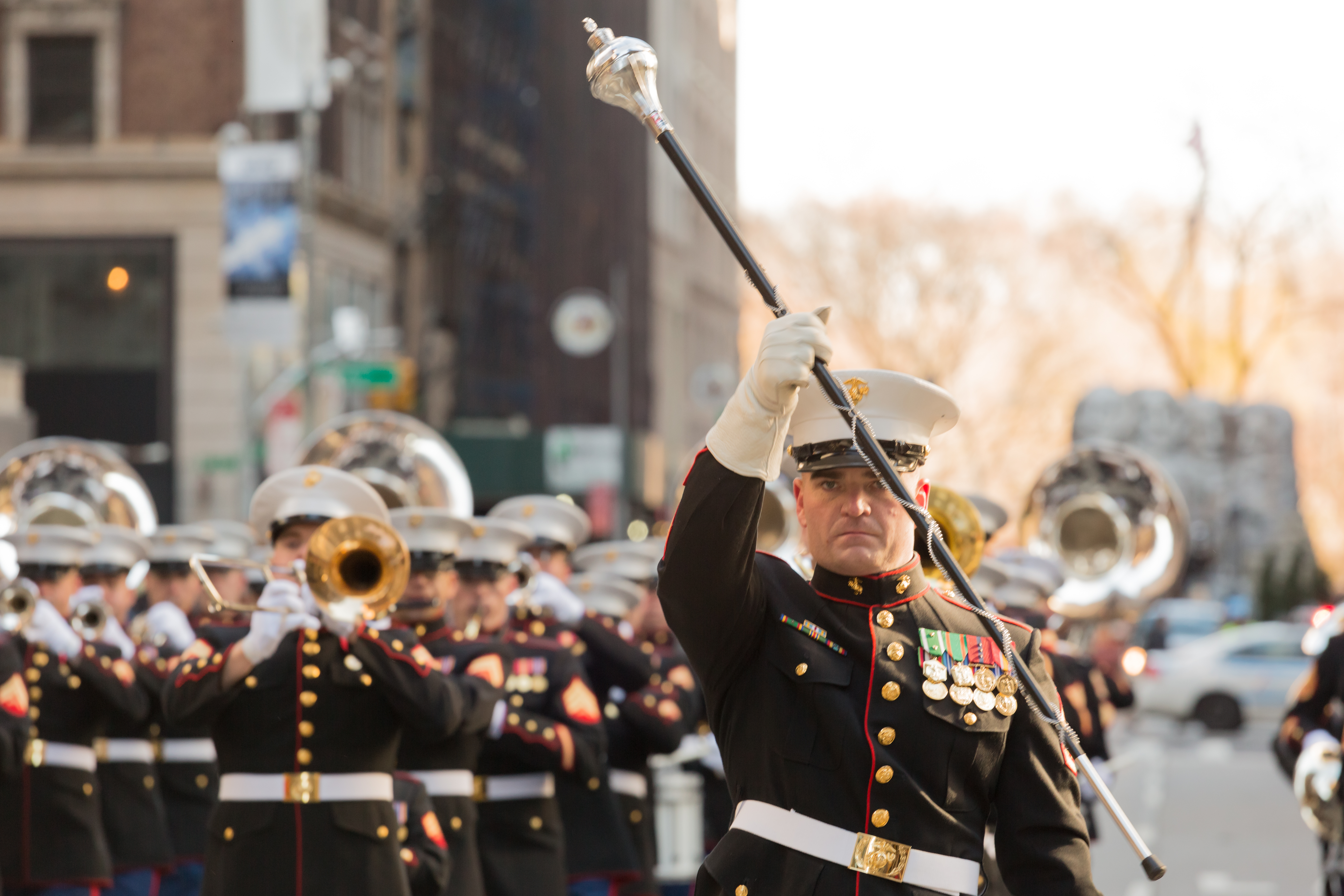
Un momento della parata del 2013

Nel 1924, i dipendenti del Macy's Herald Square sfilarono in costume sulla 34th Street fino al grande magazzino, che già allora era il più grande della catena. C'erano carri allegorici, gruppi musicali ed alcuni animali dello zoo di Central Park. A chiudere  quella prima parata c'era Babbo Natale che arrivava a Herald Square. In quella prima sfilata Babbo Natale, una volta arrivato ai grandi magazzini Macy's, venne fatto sedere su un trono sul balcone che sta sopra l'ingresso che dà su 34th Street dove venne poi incoronato "Re dei bimbi". Dato il successo della sfilata, che aveva richiamato più di duecentocinquantamila spettatori, la Macy's decise che l'evento si sarebbe tenuto anche negli anni a venire. Solo alcuni media avevano riportato la notizia della sfilata, anche perché al tempo era considerata semplicemente una trovata pubblicitaria di una singola azienda.
La parata della Macy's fu un successo tale da oscurare il Ragamuffin Day, tipica festa per bambini che si teneva il Giorno del ringraziamento dal 1870 agli anni '20. Nel Ragamuffin Day i bambini andavano in giro a fare una versione primitiva di "dolcetto o scherzetto", cosa che negli anni '20 cominciava a dar fastidio a gran parte degli adulti. Agli inizi degli anni '30, in un momento in cui la maggior parte degli americani stava già facendo fatica a causa della "grande depressione", l'opinione pubblica non vedeva più con favore le attività del Ragamuffin Day e questo andò a favore di quelle che venivano considerate delle alternative, come, appunto, la sfilata della Macy's.
Anche se le sfilate del Ragamuffin, in cui i bambini andavano in giro vestiti come senzatetto a chiedere elemosina, furono organizzate fino agli anni '30, la "concorrenza" della sfilata" della Macy's fu schiacciante. L'ultima sfilata del Ragamuffin a New York si tenne nel 1956.

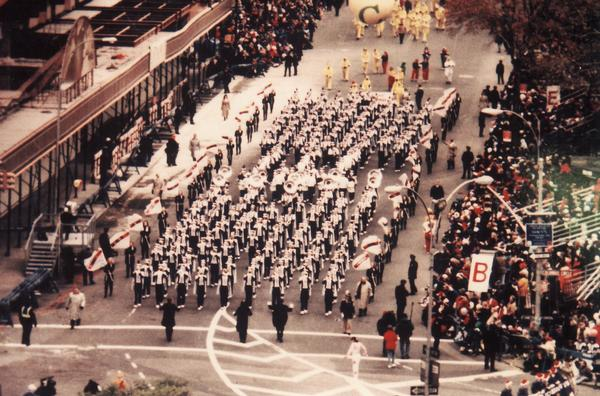
Una parata del 1995

Alla fine degli anni '20 iniziò la collaborazione tra la Macy's ed il burattinaio Tony Sarg che iniziò a progettare e costruire i famosi palloni gonfiati ad elio che oggi sono la caratteristica principale della sfilata. Dalla metà degli anni '30 Sarg iniziò a progettare le elaborate vetrine natalizie animate, tradizione che ancora oggi richiama spettatori e clienti nei negozi della Macy's.

## Il percorso

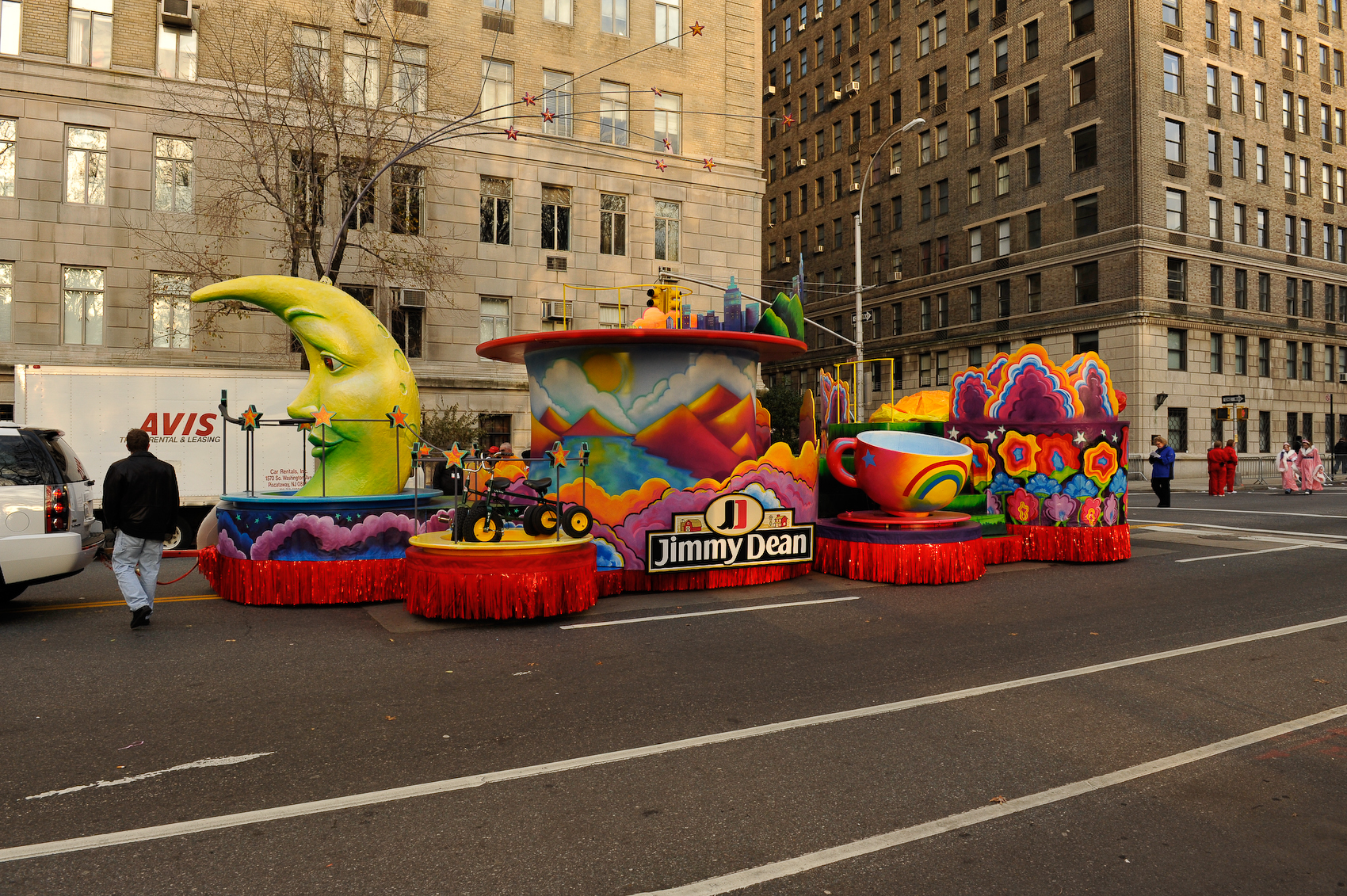
Una parata del 2008

La sfilata si è sempre tenuta a Manhattan. Agli inizi la parata partiva dalla 145th Street ad Harlem per concludersi, dopo circa dieci chilometri, presso il Macy's Herald Square, il negozio della Macy's più grande del mondo. Herald Square è una piazza che si trova in un punto nevralgico della città, dove si incrociano tre importanti strade: Broadway, la 34th Street e la Sixth Avenue.
Negli anni '30 i palloni venivano gonfiati all'incirca all'altezza dell'incrocio tra la 110th Street ed Amsterdam Avenue, vicino alla Cattedrale di San Giovanni il Divino, presso l'angolo Nord-Ovest di Central Park. La sfilata procedeva verso Sud su Amsterdam Avenue fino alla 106th Street e poi voltava ad Est. Una volta arrivati all'incrocio successivo, alla Columbus Avenue i palloni gonfiati dovevano essere abbassati per passare sotto la Ninth Avenue El, ferrovia sopraelevata oggi demolita. Una volta passata la ferrovia la parata continuava verso Est sulla 106a fino a Central Park e da lì si procedeva verso Sud lungo Central Park West, il viale che costeggia il lato Ovest di Central Park. Arrivati alla fine di Central Park si percorreva Broadway fino al Macy's Herald Square.
Nel 2009 si stabilì un nuovo percorso. Dall'incrocio tra la 77th Street e Central Park West il percorso andava a Sud costeggiando Central Park fino a "Columbus Circle", la rotatoria dove Broadway interseca l'angolo Sud-Ovest di Central Park. Da lì si continuava a costeggiare Central Park verso Est sulla Central Park South (59th Street). Poi la parata svoltava a destra su 7th Avenue e proseguiva verso Sud fino a Times Square. Arrivati alla 42nd Street la sfilata svoltava a sinistra verso Est per un isolato; arrivati a Bryant Park si svoltava di nuovo a destra imboccando 6th Avenue. Procedendo verso Sud sui arrivava ad Herald Square, si svoltava a destra imboccando 34th Street e si procedeva verso Ovest sino all'incrocio con 7th Avenue dove la sfilata si concludeva ed i palloni venivano sgonfiati. Le modifiche apportate nel 2009 eliminavano totalmente Broadway che la parata aveva percorso per decenni. L'amministrazione comunale dichiarò che col nuovo percorso su aveva più spazio sia per la sfilata che per gli spettatori. Un altro motivo che portò al cambio di percorso fu la trasformazione di Broadway in strada pedonale nella zona di Times Square.
Nel 2012 venne presentato un nuovo percorso. Questo nuovo percorso è simile a quello in uso dal 2009 ma elimina anche Times Square. Da "Columbus Circle" si procede sì verso Est, ma anziché svoltare su 7th Avenue si imbocca 6th Avenue, arrivando diritti fino a Herald Square.
I gruppi che portano i palloni gonfiati percorrono Columbus Circle di fretta a causa del vento che si incanala in quella zona rendendola quindi poco invitante come punto di osservazione per gli spettatori. Le Forze dell'Ordine controllano il percorso della sfilata e cercano di eliminare il più possibile i potenziali ostacoli anche ruotando segnaletica verticale e semafori che aggettano lungo l'itinerario. L'accesso degli spettatori ai lati del percorso è vietato nell'ultimo tratto della sfilata, dalla 38th Street  in poi, perché la zona è utilizzata dalla NBC per la trasmissione televisiva dell'evento.

## Incidenti
Il 25 novembre 1993 un colpo di vento spinse il pallone di Sonic the Hedgehog contro lampione nei pressi di Columbus Circle. Il lampione squarciò il pallone e la lampada, cadendo, ferì un uomo ed una ragazzina.
Nel 1997 un colpo di vento spinse il pallone del gatto col cappello contro un lampione che si spezzò. La parte alta del lampione cade su una spettatrice che riportò una frattura cranica e rimase in coma per un mese. Dall'anno successivo entrarono in vigore nuove restrizioni alle dimensioni dei palloni gonfiati eliminando così i più grandi, come quello del gatto col cappello.
Nel 2005 un cavo del pallone gonfiato della M&M's si impigliò in un lampione a Times Square. La lampada del lampione cadde su due spettatrici che riportarono ferite lievi. L'incidente portò all'introduzione di nuove misure di sicurezza. Il pallone della M&M's fu eliminato.